# Interacción proteína-lípido
La interacción proteína-lípido es la influencia de las proteínas de la membrana en el estado físico de los lípidos o viceversa. 
Las preguntas que son relevantes para comprender la estructura y función de la membrana son:  
1. ¿Las proteínas intrínsecas de la membrana se unen estrechamente a los lípidos (capa anular de lípidos) y cuál es la naturaleza de la capa de lípidos adyacente a la proteína?
2. ¿Tienen las proteínas de membrana efectos a largo plazo sobre el orden o la dinámica de los lípidos de membrana?
3. ¿Cómo influyen los lípidos en la estructura y/o función de las proteínas de membrana?
4. ¿Cómo interactúan las proteínas periféricas de la membrana  que se unen a la superficie de la capa con los lípidos e influyen en su comportamiento?

## Unión de lípidos a proteínas intrínsecas de la membrana en la bicapa
Un gran esfuerzo de investigación implica enfoques para saber si las proteínas tienen sitios de unión que son específicos para lípidos particulares y si los complejos proteína-lípido pueden considerarse de larga duración, del orden del tiempo requerido para la renovación de una enzima típica, que es 10−3 s. Esto ahora se conoce mediante el uso de 2H-NMR, ESR y métodos fluorescentes. 
Se utilizan dos enfoques para medir la afinidad relativa de los lípidos que se unen a proteínas de membrana específicas. Estos implican el uso de análogos de lípidos en vesículas de fosfolípidos reconstituidos que contienen la proteína de interés:  
1. Los fosfolípidos marcados con espín están restringidos de movimiento cuando están adyacentes a proteínas de membrana. El resultado es un componente en el espectro de ESR que se amplía. El espectro experimental se puede analizar como la suma de los dos componentes, una especie que gira rápidamente en la fase lipídica "a granel" con un espectro nítido y un componente con restricción de movimiento adyacente a la proteína. La desnaturalización de la proteína de membrana provoca una mayor ampliación del espectro de etiquetas de espín ESR y arroja más luz sobre las interacciones lípido-proteínas de la membrana[1]
2. Los derivados lipídicos bromados y marcados con espín pueden apagar la fluorescencia intrínseca del triptófano de las proteínas de membrana. La eficacia de la extinción depende de la distancia entre el derivado lipídico y los triptófanos fluorescentes.

## Perturbaciones de la bicapa lipídica debido a la presencia de proteínas de membrana lateral
La mayoría de los experimentos de 2H-NMR con fosfolípidos deuterados demuestran que la presencia de proteínas tiene poco efecto sobre el parámetro de orden de los lípidos en la bicapa o sobre la dinámica de los lípidos, medida por los tiempos de relajación. La visión general resultante de los experimentos de RMN es 
1. que la tasa de intercambio entre los lípidos libres y los límites es rápida, (107 s-1),
2. que los parámetros de orden del lípido unido apenas se ven afectados por ser adyacentes a las proteínas,
3. que la dinámica de las reorientaciones de la cadena de acilo se ralentiza solo ligeramente en el rango de frecuencia de 109 seg-1, y
4. que la orientación y la dinámica de los grupos de cabeza polares no se ven afectadas de manera similar de manera sustancial por ser adyacentes a proteínas transmembrana. El espectro de 13C-NMR también proporciona información sobre interacciones específicas entre lípidos y proteínas de las biomembranas[2]

Los resultados recientes que utilizan métodos ópticos no etiquetados, como la interferometría de polarización dual, que miden la birrefringencia (o el orden) dentro de las bicapas lipídicas, se han utilizado para mostrar cómo las interacciones de péptidos y proteínas pueden influir en el orden de las bicapas, demostrando específicamente la asociación en tiempo real con la bicapa y concentración crítica de péptidos después de la cual los péptidos penetran y rompen el orden de las bicapas.

## Dinámica de la cadena principal y sólida de las proteínas de membrana
Las técnicas de RMN de estado sólido tienen el potencial de producir información detallada sobre la dinámica de los residuos de aminoácidos individuales dentro de una proteína de membrana. Sin embargo, las técnicas pueden requerir grandes cantidades (100-200 mg) de proteínas marcadas isotópicamente y son más informativas cuando se aplican a proteínas pequeñas donde son posibles asignaciones espectroscópicas. 

## Unión de proteínas de la membrana periférica a la bicapa lipídica
Muchas proteínas de la membrana periférica se unen a la membrana principalmente a través de interacciones con proteínas integrales de la membrana. Pero hay un grupo diverso de proteínas que interactúan directamente con la superficie de la bicapa lipídica. Algunas, como la proteína básica de mielina y la espectrina, tienen funciones principalmente estructurales. Varias proteínas solubles en agua pueden unirse a la superficie de la bicapa de forma transitoria o en condiciones específicas. 
Los procesos de plegamiento incorrecto, que típicamente exponen regiones hidrófobas de proteínas, a menudo se asocian con la unión a las membranas lipídicas y la posterior agregación, por ejemplo, durante trastornos neurodegenerativos, estrés neuronal y apoptosis.

## Otras lecturas
- Robert B. Gennis. "Biomembranas, estructura y función molecular". Springer Verlag, Nueva York, 1989.
- HL Scott, Jr y TJ Coe. "Un estudio teórico de las interacciones lípido-proteína en bicapas". Biophys J. Junio de 1983; 42 (3): 219–224.

- Datos: Q11036250